# Szennyvíztisztítás
A szennyvíztisztítás a keletkező szennyvíz szennyező anyagainak olyan mértékű eltávolítása, illetve minőségi átalakítása, melynek során a tisztított víz a természetes befogadókba kerülve ott ne okozzon károsítást.

## A szennyvíztisztítás célja
A befogadó lebontóképességét meghaladó szennyezés szükséges mértékű visszatartása, szilárd formában elkülönítése (szennyvíziszap).
A keletkezett iszaphulladék kezelése, minimális környezeti szennyezést eredményező elhelyezése, újrahasznosítása (kémiai, bakteriális – patogén – minőségi garanciája). Ezen folyamatok állandó biztosítása a szennyezés maximális ártalom – mentesítésével mindemellett minimális anyagi illetve energia ráfordítással.
A szennyvíztisztítás egy fontos célja a szerves hulladék biomassza talajjavító anyagokká és biogázzá való átalakítása, azaz a szennyvíz hasznosítása.

## Főbb szennyvíztípusok
- Kommunális szennyvíz
- Ipari szennyvíz
- Mezőgazdasági szennyvíz

## A szennyvíz legfontosabb jellemzői

### Turbiditás
A turbiditás jelentése zavarosság. A fény vízbeli terjedését befolyásolják a benne található szilárd komponensek oldhatatlan részei, szerves anyagok, mikroorganizmusok és egyéb anyagok a fényszórás és az abszorbancia (fényelnyelés) miatt.

### Lebegő anyagok
A szennyvízben mind szerves, mind szervetlen anyag jelen van. Ezek általában szűréssel eltávolíthatók, de oldott anyagok formájában is megtalálhatóak, melyek fizikai szűréssel eltávolíthatatlanok a rendszerből.

### Ülepedési képesség
A szennyvízben található mikro- és makrószennyezők frakcionális kiválása a szennyvízből.

### Vezetőképesség
A szennyvíz elektromos vezetőképessége.

### Redoxi-potenciál
A szennyvíz oxidációs állapota.

## Szennyvíztisztítás fajtái
- Ipari
- Organikus (természetközeli)

Természetközelinek tekinthető eljárásokat alkalmaz pl. a nádágyas tisztító eljárást alkalmazó Élővíz Kft. vagy a Körte Organica Kft.

## A szennyvíztisztítás technológiai áttekintése
| Elsőfokú (mechanikai) tisztítás | Elsőfokú (mechanikai) tisztítás | Elsőfokú (mechanikai) tisztítás | Elsőfokú (mechanikai) tisztítás    | Elsőfokú (mechanikai) tisztítás    | Elsőfokú (mechanikai) tisztítás    |
| ------------------------------- | ------------------------------- | ------------------------------- | ---------------------------------- | ---------------------------------- | ---------------------------------- |
| Cél                             | Durva szennyeződés eltávolítása | Durva szennyeződés eltávolítása | Finom lebegő szemcsék eltávolítása | Finom lebegő szemcsék eltávolítása | Finom lebegő szemcsék eltávolítása |
| Művelet                         | Szűrés                          | Ülepítés                        | Homokfogás                         | Derítés, koaguláció                | Olaj és zsír lefölözés             |
| Berendezés                      | Rácsok, sziták                  | Ülepítő medencék                | Homokfogadó medencék               | Keverők, flokkulátorok             | Olaj és zsírfogó                   |

| Másodfokú (biológiai) tisztítás | Másodfokú (biológiai) tisztítás          | Másodfokú (biológiai) tisztítás               | Másodfokú (biológiai) tisztítás          | Másodfokú (biológiai) tisztítás          |
| ------------------------------- | ---------------------------------------- | --------------------------------------------- | ---------------------------------------- | ---------------------------------------- |
| Cél                             | Szerves anyag eltávolítása, nitrifikáció | Szerves anyag eltávolítása, nitrifikáció      | Szerves anyag eltávolítása, nitrifikáció | Szerves anyag eltávolítása, nitrifikáció |
| Művelet                         | Csepegtetőtestes rendszer                | Eleveniszapos rendszer                        | Diszperz rendszer                        | Anaerob rothasztó                        |
| Berendezés                      | Csepegtetőtest + Utóülepítő              | Levegőztető medence + Utóülepítő recirkuláció | Fakultatív stabilizációs tó              | Fűtött rothasztó                         |

| Harmadfokú (fizikai-kémiai) tisztítás | Harmadfokú (fizikai-kémiai) tisztítás                  | Harmadfokú (fizikai-kémiai) tisztítás | Harmadfokú (fizikai-kémiai) tisztítás             | Harmadfokú (fizikai-kémiai) tisztítás             |
| ------------------------------------- | ------------------------------------------------------ | ------------------------------------- | ------------------------------------------------- | ------------------------------------------------- |
| Cél                                   | Finom lebegő, kolloid szemcsék és foszfor eltávolítása | Nitrogén eltávolítása                 | Oldott anyagok, baktériumok, vírusok eltávolítása | Oldott anyagok, baktériumok, vírusok eltávolítása |
| Művelet                               | Homokszűrés, mikroszűrés, derítés, kicsapás            | Denitrifikáció                        | Ioncsere                                          | Adszorpció, oxidáció                              |
| Berendezés                            | Homokszűrő, mikroszűrő, keverő + ülepítő               | Anaerob csepegtetőtest                | Ioncserélő oszlopok                               | Aktívszén oszlopok, klórgázadagoló, ózonizáló     |

## A települések szennyvízének elvezetésére és tisztítására vonatkozó technológiai határértékek
A 2004-es kormányrendelet szerint
| Kiépített terhelési kapacitás (LE) | Dikromátos oxigénfogyasztás KOI5 (3) | Dikromátos oxigénfogyasztás KOI5 (3) | Biokémiai oxigén igény (2) (3) (BOI5) | Biokémiai oxigén igény (2) (3) (BOI5) | Összes lebegő anyag (öLA) (3) | Összes lebegő anyag (öLA) (3) | Összes foszfor (öP) | Összes foszfor (öP) | Összes nitrogén (öN) | Összes nitrogén (öN) |
| ---------------------------------- | ------------------------------------ | ------------------------------------ | ------------------------------------- | ------------------------------------- | ----------------------------- | ----------------------------- | ------------------- | ------------------- | -------------------- | -------------------- |
| Kiépített terhelési kapacitás (LE) | mg/l                                 | %                                    | mg/l                                  | %                                     | mg/l                          | %                             | mg/l                | %                   | mg/l                 | %                    |
| <600                               | 300                                  | 70                                   | 80                                    | 75                                    | 100                           | -                             | - (4)               | - (4)               | - (4)                | - (4)                |
| 601-2000                           | 200                                  | 75                                   | 50                                    | 80                                    | 75                            | -                             | - (4)               | - (4)               | - (4)                | - (4)                |
| 2001-10000                         | 125                                  | 75                                   | 25                                    | 70-90                                 | 35                            | 90                            | - (4)               | - (4)               | - (4)                | - (4)                |
| 10000-100000                       | 125                                  | 75                                   | 25                                    | 70-90                                 | 35                            | 90                            | 2 (5)               | 80                  | 15 (5)               | 25 (5)               |
| >100000                            |                                      | 75                                   | 25                                    | 70-90                                 | 35                            | 90                            | 1 (5)               | 80                  | 10 (5)               | 20 (5)               |

A koncentrációban megadott határérték (napi átlagérték) és az eltávolítási hatásfok alapján meghatározott határérték közül az engedélyben előírt csak az egyik kritériumnak kell megfelelni. A százalékos csökkenést a tisztítótelepre bevezetett nyers szennyvíz koncentrációjához képest kell értelmezni.
A BOI5 más paraméterrel helyettesíthető: összes szerves szén (TOC) vagy teljes oxigénigény (TOD), ha összefüggés állapítható meg a BOI5 és a helyettesítő paraméter között.
Tavas szennyvíztisztítás után vett vízmintákat – KOI5, BOI5 komponensekre – a vízminőségi vizsgálatokat megelőzően szűrni kell, azonban a szűretlen víz összes lebegőanyag koncentrációja nem haladhatja meg a 150 mg/l-t.
A hatóság vízvédelmi értékek alapján egyedi határértéket állapíthat meg.
A határértékeket a 240/2000.(XII.25.) kormányrendelet szerinti érzékeny és a 49/2001. (IV.3) kormányrendelet szerinti nitrátérzékeny területeken kell betartani, 10 ezer LE terhelés felett.